# Conwentzia psociformis
Conwentzia psociformis és un neuròpter de la família dels coniopterígids.

## Descripció i biologia
Aquesta espècie és molt semblant a Semidalis aleyrodiformis, encara que aquesta predomina a l'estiu i C. psociformis a l'hivern. L'adult (7-8 mm) és d'aparença fràgil i amb el cos i ales cobert d'una exsudació pulverulenta blanquinosa i presenta una forta reducció del segon parell d'ales, la longitud del qual és inferior a la meitat de la longitud del primer parell. L'ou té una longitud aproximada de 0'5 mm, amb forma allargada, oval i aplanada en la seua cara d'unió amb el substrat. És blanquinós o blanc groguenc. El cori és reticulat. La posta es realitza sobre l'anvers de fulles infestades de preses. La femella, després de realitzar la posta de l'ou, el cobreix de cera amb moviments de l'extrem de l'abdomen a un costat i un altre de l'ou de manera longitudinal. El tercer estadi larval és de color blanc amb una taca llarga marró en la part central, la qual està interrompuda per taques blanques. L'insecte realitza les fases de prepupa i pupa a l'interior d'un capoll que construeix la larva i que és molt característic de l'espècie. Aquest capoll presenta una estructura formada per dos embolcalls paral·lels, circulars o el·líptics, de teixit lax i blanquinós. El capoll es localitza, sovint, a l'anvers de les fulles sobre el nervi central, i fins i tot en fruits i en escletxes de l'escorça de troncs i branques per a passar l'hivern. L'insecte presenta dues generacions anuals, amb una tercera generació alguns anys. S'ha observat que les seues poblacions pateixen fortes oscil·lacions estacionals que semblen estar relacionades amb les variacions climatològiques al llarg de l'any.
Tant la larva com l'adult són acaròfags, s'alimenten d'àcars i altres insectes de cos moll, com ara Tetranychus urticae, Panonychus citri, Dialeurodes citri i d'ous d'Aleurothrixus floccosus. És un dels dos neuròpters més abundants en camps de cítrics, junt amb Semidalis aleyrodiformis. L'insecte té activitat durant tot l'any, excepte durant l'estiu (agost i setembre). S'ha observat que la densitat d'aquest depredador està íntimament relacionada amb el grau d'infestació per tetraníquids i aleiròdids. La seua multiplicació a l'octubre i novembre és resultat de la depredació sobre P. citri, ja que la presència més abundant d'aquest fitòfag ocorre precisament en aquest període. Les larves devoren més preses que els adults. La capacitat d'ingestió de les larves està prop de les 50 preses, incloent uns 30-40 ous per dia. S'estima que al llarg de la seua vida poden arribar a consumir un total d'entre 1000 a 1500 àcars.

## Distribució i ecologia
Espècie paleàrtica, introduïda a Amèrica del Nord, Nova Zelanda i el Pacífic. Sovint associada a planifolis caducifolis, s'han trobat exemplars sobre Quercus ilex, Q. suber i Tetraclinis articulata. Concretament, a Castelló de la Plana ha resultat molt abundant sobre Ceratonia siliqua i Pistacia lentiscus.

## Galeria

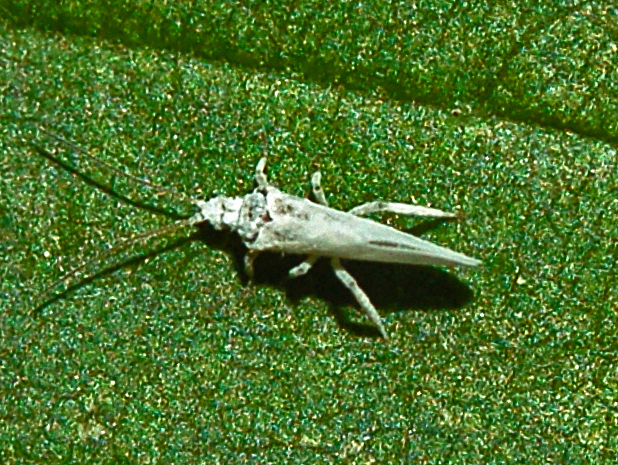
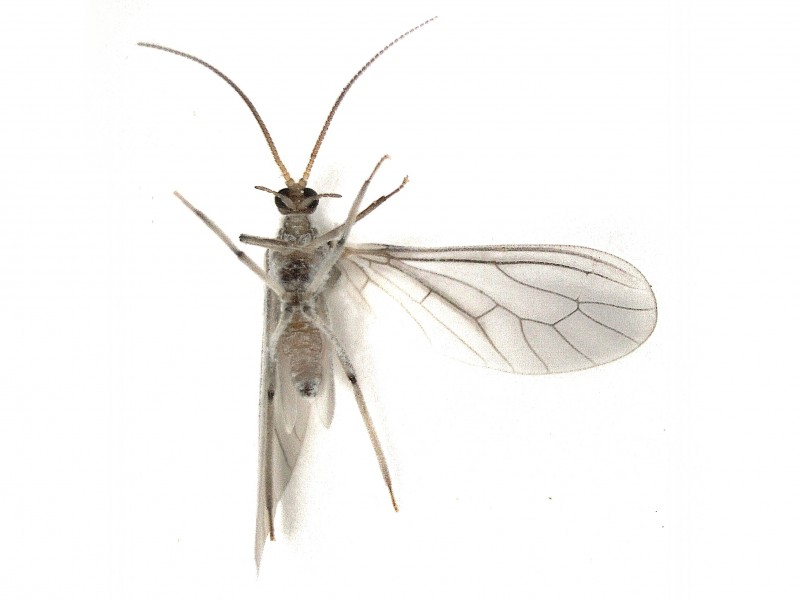
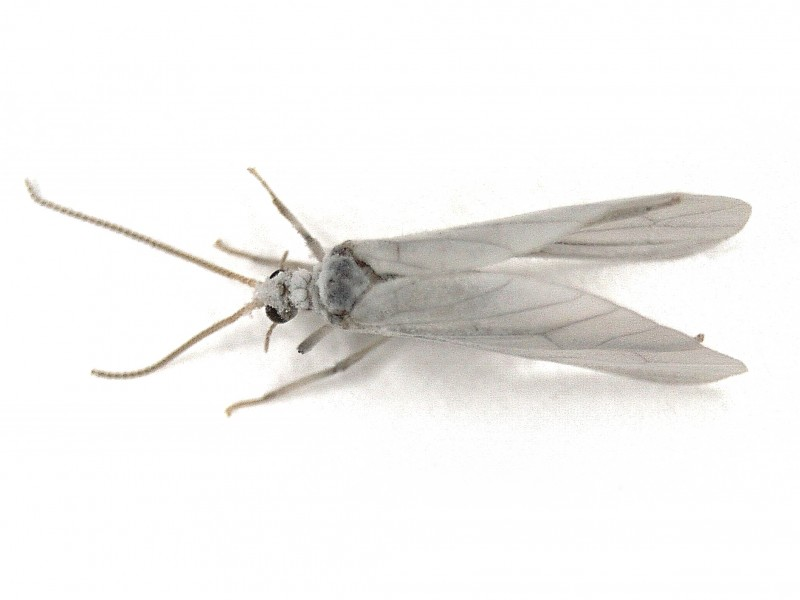